# Приморско језеро
Приморско језеро је тип акумулативног језера које се формира у непосредној близини мора, тј. само поред ниских пешчаник обала. Може се поделити на лагуне и лимане. Лагуне су честе и бројне у Мексичком заливу, а лимана има доста на обали Црног мора.